# Weidenmeise
Die Weidenmeise oder Mönchsmeise (Poecile montanus, Syn.: Parus montanus, zu lateinisch montanus ‚bergzugehörig‘), auch Mattköpfige Sumpfmeise, ist eine Vogelart in der Familie der Meisen (Paridae). In Mitteleuropa ist diese Meisenart ein weit verbreiteter und zum Teil sehr häufiger Brut- und Jahresvogel.

## Äußere Merkmale und Gesang
Die Weidenmeise ist knapp zwölf Zentimeter lang. Die Kopfplatte, der Nacken und das Kinnfeld sind schwarz und glänzen nicht. Die Wangen sind bis in den Nacken hinein rein weiß. Der Rücken ist graubraun und der Bauch ist weißlich. Von der sehr ähnlichen Sumpfmeise unterscheidet sich diese Art in ihrer äußeren Erscheinung außerdem durch das größere schwarze Kinnfeld und ein deutlich erkennbares helles Feld auf den Flügeln.
Der Lockruf der Weidenmeise ist charakteristisch und klingt wie ein breites gequetschtes „dääh“, manchmal auch „zizidäääh“. Der Gesang besteht aus fünf bis sechs absinkenden – daher melancholisch anmutenden – Pfeiflauten „dju-dju-dju-dju-dju“.

## Ökologie

### Verbreitungsgebiet

Verbreitungsgebiet der Weidenmeise
Ganzjähriges Vorkommen

Die Weidenmeise ist ein Brutvogel der borealen und gemäßigten Zone sowie der Gebirgsregionen der Paläarktis. Ihr Verbreitungsgebiet reicht von Großbritannien und dem Osten Frankreichs bis zur pazifischen Küste. Die Art besiedelt auch Japan. Die südliche Verbreitungsgrenze ist in Europa der Südrand der Alpen. Daneben gibt es inselartige Vorkommen in den Abruzzen, dem Dinarischen Gebirge, dem Karpatenbogen und den Rhodopen.
Die Weidenmeise ist ein Standvogel, der in der Regel im Brutareal überwintert.

### Ernährung

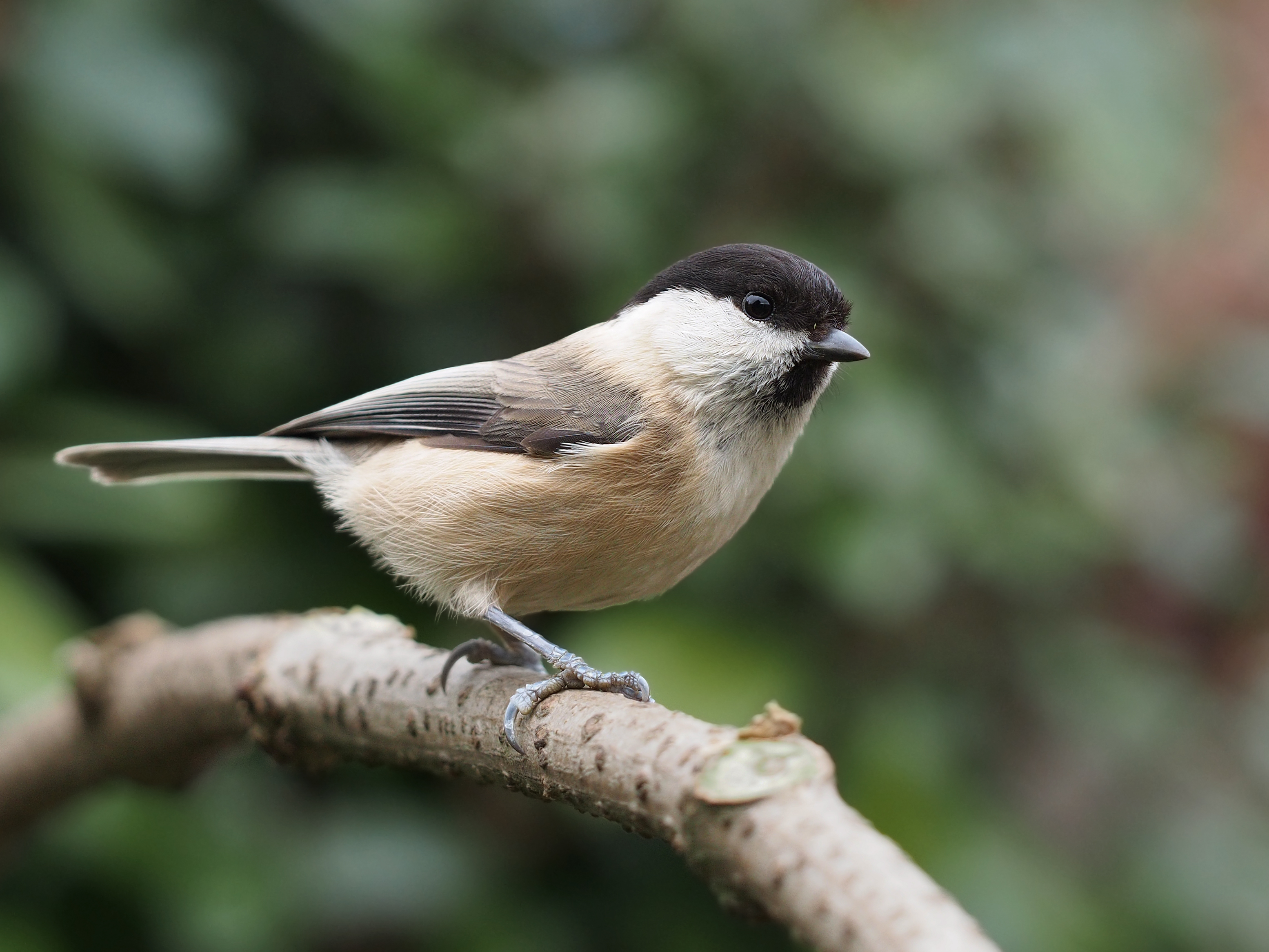

Die Weidenmeise ernährt sich von kleinen Insekten und Spinnentieren, im Winter ergänzt durch fettreiche Sämereien. Zur Nahrung gehören auch Pollen von Weiden und Zitterpappeln sowie der Baumsaft von Ahorn und Birke. Die Tiere sammeln Vorräte und verstecken sie unter der Baumrinde oder zwischen Moosen und Flechten.

### Lebensraum
Die Art brütet in jüngeren Mischwäldern, Erlenbrüchen, Sumpfgeländen mit Dickichten, bevorzugt allgemein feuchte Gebiete mit morschen Gehölzen. Die Verbreitung der Art reicht vom östlichen Westeuropa über Nord- und Mitteleuropa bis nach Ostsibirien und Japan.

### Brutbiologie

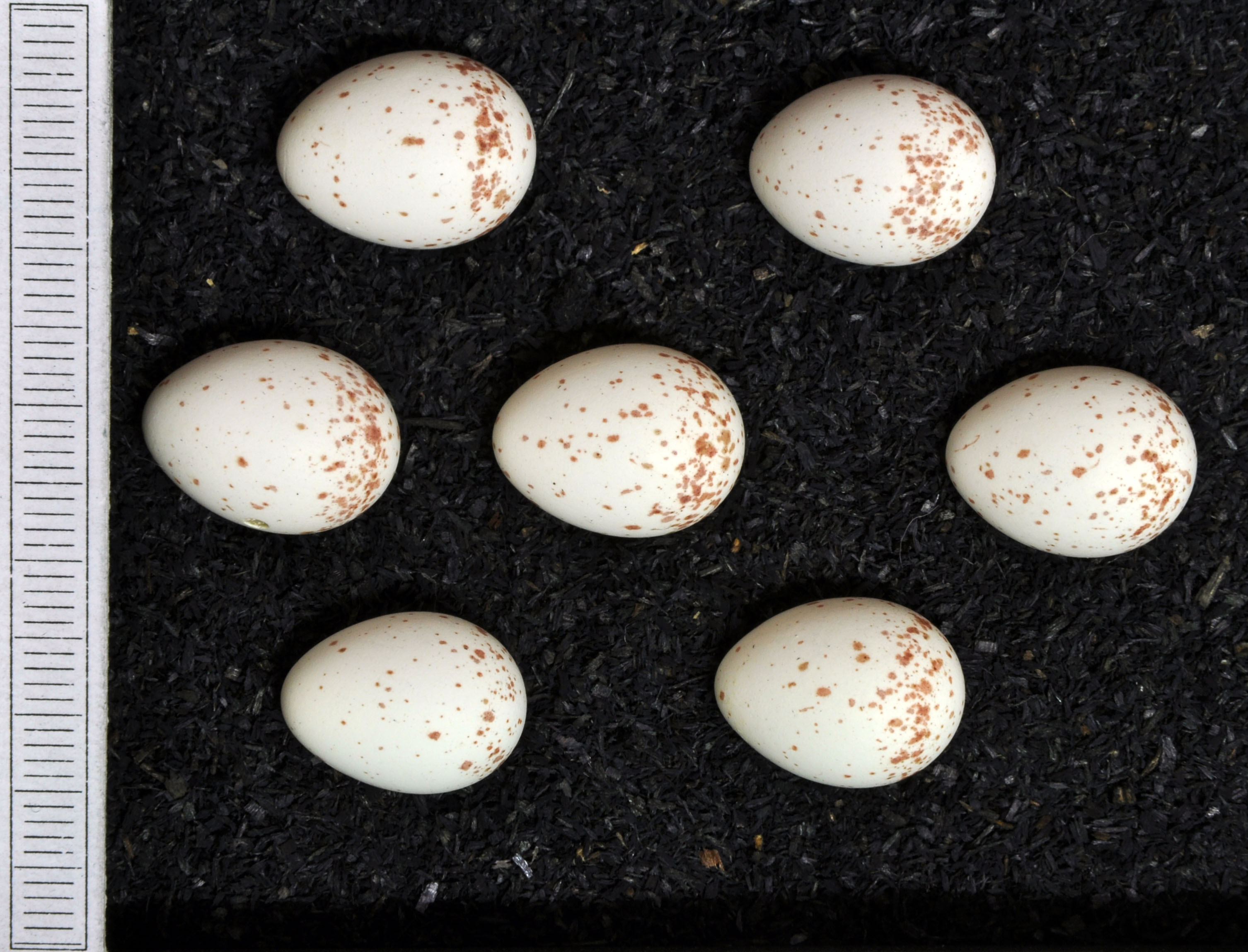
Eier (Sammlung Museum Wiesbaden)

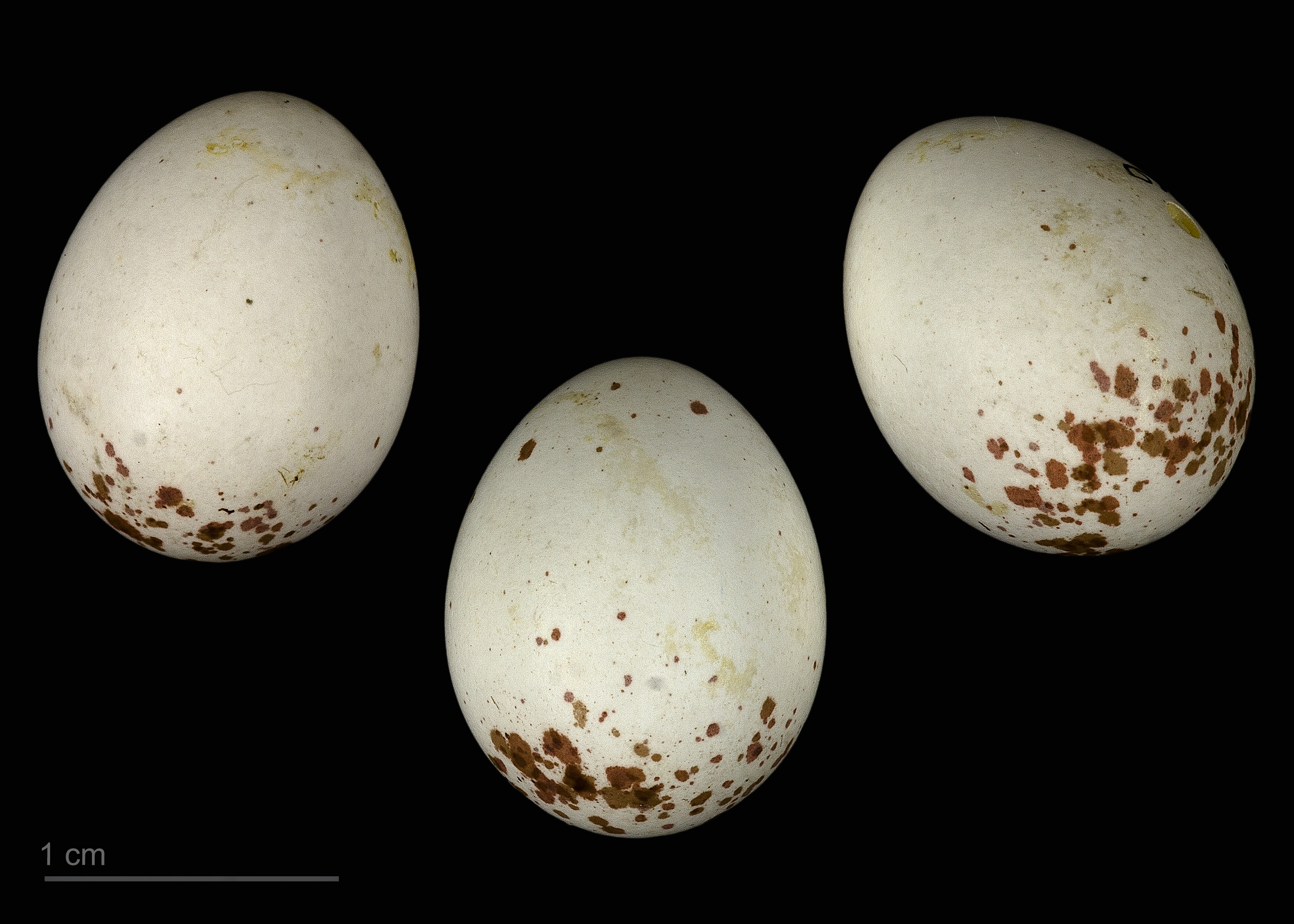
Poecile montanus borealis, Sammlung Museum von Toulouse

Die Weidenmeise zimmert oft eigene Nisthöhlen in morsche Bäumen. Das Nest besteht aus Tierhaaren, Pflanzenfasern, Moosen und morschen Holzspänen. Das Weibchen bebrütet gut 14 Tage lang sieben bis neun Eier. Die geschlüpften Nestlinge werden 16 bis 19 Tage im Nest von beiden Eltern gefüttert.

## Bestand
Der Bestand der Weidenmeise wird für Europa auf 5 bis 6 Millionen Brutpaare geschätzt. Der Verbreitungsschwerpunkt ist Russland, wo zwischen zwanzig und fünfunddreißig Millionen Brutpaare vorkommen. In Mitteleuropa leben nur etwa zwischen 600.000 und 1,2 Millionen Brutpaare.
Wie bei anderen Meisenarten kann es zu erheblichen kurzfristigen Bestandsschwankungen kommen. Diese sind meist eine Folge sehr harter Winter. In Teilen Mitteleuropas gab es im 20. Jahrhundert zum Teil sehr deutliche Arealausweitungen und Bestandszunahmen. Die Art profitierte dabei von einer Zunahme der Nadelholzpflanzungen, dem Rückgang des Brennholzbedarfes, einer grundsätzlich geringeren Durchforstung und Waldpflege sowie einem zunehmenden Nistplatzangebot.

## Unterarten
Es sind vierzehn Unterarten bekannt:
- Poecile montanus kleinschmidti (Hellmayr, 1900) kommt im Vereinigten Königreich vor.
- Poecile montanus rhenanus (Kleinschmidt, O, 1900) ist im Nordwesten Frankreichs über den Westen Deutschlands, den Norden der Schweiz und den Norden Italiens verbreitet.
- Poecile montanus montanus (Conrad von Baldenstein, 1827) kommt vom Südosten Frankreichs bis Rumänien, Bulgarien und Griechenland vor.
- Poecile montanus salicarius (Brehm, CL, 1831) ist in Deutschland und dem Westen Polens über den Nordosten der Schweiz und Österreich verbreitet.
- Poecile montanus borealis (Sélys-Longchamps, 1843) kommt in Skandinavien und südlich bis in die Ukraine vor.
- Poecile montanus uralensis (Grote, 1927) ist im Südosten des europäischen Teils Russlands, in Westsibirien und Kasachstan verbreitet.
- Poecile montanus baicalensis Swinhoe, 1871 kommt im östlichen zentralen, dem östlichen Sibirien, dem Norden der Mongolei, dem Norden Chinas und dem Norden Koreas vor.
- Poecile montanus anadyrensis (Belopolski, 1932) ist im Nordosten Sibiriens verbreitet.
- Poecile montanus kamtschatkensis Bonaparte, 1850 kommt auf der Halbinsel Kamtschatka und im Norden der Kurilen vor.
- Poecile montanus sachalinensis (Lönnberg, 1908) ist auf Sachalin und dem Süden der Kurilen verbreitet.
- Poecile montanus restrictus (Hellmayr, 1900) kommt in Japan vor.
- Poecile montanus songarus (Severtsov, 1873) ist im Südosten Kasachstans über Kirgisistan und den Nordwesten Chinas verbreitet.
- Poecile montanus affinis Przewalski, 1876 kommt im nördlichen zentralen China vor.
- Poecile montanus stoetzneri (Kleinschmidt, O, 1921) ist im Nordosten Chinas verbreitet.

## Einzelbelege
1. ↑  Gosler, A., Clement, P. & Garcia, E.F.J. (2019). Willow Tit (Poecile montanus). In: del Hoyo, J., Elliott, A., Sargatal, J., Christie, D.A. & de Juana, E. (eds.). Handbook of the Birds of the World Alive. Lynx Edicions, Barcelona. (abgerufen auf https://www.hbw.com/node/59860 am 24. Juli 2019).
2. ↑   Bauer et al., S. 120
3. ↑  Waxwings and allies, tits, penduline tits. In: IOC World Bird List.